# ایران در مسابقات قهرمانی ورزش‌های آبی جهان ۲۰۲۲
ایران از ۱۷ ژوئن تا ۳ ژوئیه در مسابقات قهرمانی ورزش‌های آبی جهان ۲۰۲۲ در بوداپست مجارستان شرکت کرد.

## شنا
ایران با دو شناگر در این مسابقات حضور پیدا کرد.
مردان
| ورزشکار      | رویداد         | مقدماتی | مقدماتی | نیمه نهایی | نیمه نهایی | نهایی     | نهایی     |
| ورزشکار      | رویداد         | زمان    | رتبه    | زمان       | رتبه       | زمان      | رتبه      |
| ------------ | -------------- | ------- | ------- | ---------- | ---------- | --------- | --------- |
| مهرشاد افقری | ۵۰ متر پروانه  | ۲۴٫۷۷   | ۴۸      | راه نیافت  | راه نیافت  | راه نیافت | راه نیافت |
| مهرشاد افقری | ۱۰۰ متر پروانه | ۵۵٫۱۲   | ۴۷      | راه نیافت  | راه نیافت  | راه نیافت | راه نیافت |
| متین سهران   | ۵۰ متر آزاد    | ۲۳٫۷۴   | ۵۸      | راه نیافت  | راه نیافت  | راه نیافت | راه نیافت |
| متین سهران   | ۱۰۰ متر آزاد   | ۵۲٫۵۲   | ۶۷      | راه نیافت  | راه نیافت  | راه نیافت | راه نیافت |